# Westminster
Westminster /ˈwɛstmɪnstə/ là một khu vực ở trung tâm Luân Đôn, nằm trong thành phố Westminster, Anh Quốc. Nó nằm trên bờ bắc của sông Thames, phía tây nam của thành phố Luân Đôn và cách Charing Cross 0,5 dặm (0,8 km) về phía tây nam. Tại đây tập trung nhiều địa danh lịch sử tiếng tăm của Luân Đôn, bao gồm cung điện Westminster, cung điện Buckingham, tu viện Westminster và thánh đường Westminster.
Về mặt lịch sử, là một phần của giáo xứ St Margaret ở City and Liberty of Westminster và hạt Middlesex, cái tên Westminster là một cách gọi từ xa xưa để chỉ khu vực xung quanh tu viện Westminster, phía tây (west) của nhà thờ Minster. Đây cũng là nơi đặt trụ sở của chính quyền Anh trong gần một ngàn năm tính đến nay. Ở Westminster có cung điện Westminster, di sản thế giới được UNESCO công nhận này cũng chính là nơi hội họp của Quốc hội Anh. Các ga tàu điện ngầm gần Westminster nhất là các ga Westminster, St James Park và Waterloo.